# Commissie Corporate Governance
De Commissie Corporate Governance (Frans: Commission Corporate Governance) is een Belgische commissie die zich buigt over de Belgische corporate governance code, een gedragscode voor het behoorlijk bestuur (corporate governance) van Belgische ondernemingen.
De commissie werd in januari 2004 opgericht op initiatief van de Autoriteit voor Financiële Diensten en Markten (FSMA), het Verbond van Belgische Ondernemingen (VBO) en Euronext Brussels. Sinds augustus 2011 is de commissie aangesloten bij het European Corporate Governance Codes Network (ECGCN), een informeel netwerk corporate governance commissies binnen de Europese Unie. De commissie wordt in het opstellen en aanpassen van de corporate governance code door een permanente werkgroep bijgestaan.

## Bestuur
| Periode      | Voorzitter      |
| ------------ | --------------- |
| 2004 - 2008  | Maurice Lippens |
| 2008 - 2014  | Herman Daems    |
| 2014 - 2023  | Thomas Leysen   |
| 2023 - heden | Bart De Smet    |